# Айгер
Айгер (на немски: Eiger) е връх в Бернските Алпи, висок 3970 m. Намира се изцяло на територията на швейцарския кантон Берн. Най-източният връх от знаменития хребет, образуван от него и върховете Мьонх и Юнгфрау.
Айгер се споменава за пръв път в исторически документи от 1252 г.

## Географско положение
Айгер е разположен в североизточната част на Бернските Алпи на 5.5 km североизточно от връх Юнгфрау и се издига на 3000 m над долината Гринделвалд−Грунд. Заедно с Мьонх и Юнгфрау образува масивна северна стена, която е еднo от най-известните места в Алпите. Южната част на масива се състои от големи ледници, които са част от внесения през 2001 г. в Списъка на световното културно и природно наследство на ЮНЕСКО природен обект „Юнгфрау−Алеч−Бичхорн“.
През тунел в самия масив на Айгер преминава зъбчатата железопътната линия Юнгфрау. В центъра на северната стена на Айгер се намира построената през 1903 г. жп спирка с панорамни прозорци.

## Алпинистки маршрути и изкачвания
Айгер е изкачен за пръв път по западната стена на 11 август 1858 г. от гринделвалдските планински водачи Кристиан Алмер (Christian Almer) и Петер Борен (Peter Bohren) заедно с ирландеца Чарлз Барингтън (Charles Barrington).
Първото изкачване по югозападния ръб е на 14 юли 1871 г. от Уилям Кулидж (William A. B. Coolidge) и Мета Бревоорт с водачи Кристиан Алмер (Christian Almer), Улрих Алмер и Кристиан Борен.
Първото зимно изкачване е осъществено през 1890 г. от Мийд (Mead) и Уудроф (Woodroffe) с водачи Улрих Кауфман (Ulrich Kaufman) и Кристиан Жоси (Christian Jossi).
По северозападния ръб алпинисти се изкачват за пръв път на 10 септември 1921 г. − Фриц Аматер (Fritz Amatter), Самуел Браванд (Samuel Brawand), Юко Маки (Maki Yūkō) и Фриц Щьори (Fritz Steuri).
1924 - първо изкачване със ски през ледника Айгер.
Първото изкачване по североизточната стена, без изкуствени помощни средства, е на 20 август 1932 г. от Ханс Лаупер (Hans Lauper) и Алфред Цюрхер (Alfred Zurcher) с водачи Йозеф Кнубел (Josef Knubel) и Александър Гравен (Alexander Graven).
Първо изкачване на южната стена − 1937 г. от Ото Айденшинк (Otto Eidenschink) и Ернст Мьолер (Ernst Möller).
През 2006 г., на 15 юли, около 700 000 кубически метра скали се откъсват от източната стена.

### Северната стена
Заедно със северните стени на Матерхорн и Гранд Жорас, северната стена на Айгер (нем. Eiger-Nordwand) е една от трите големи северни стени на Алпите (т.нар. „Трилогия“).
Смятана за едно от най-големите предизвикателства за алпинизма в Алпите, северната стена, която всъщност е северозападна, е причина за гибелта на мнозина катерачи, затова започват да я наричат вместо Nordwand (Северната стена) − Mordwand (Смъртоносната стена). От 1935 до 2011 г. на Айгер са загинали около 70 алпинисти, най-малко 52 от тях на северната стена. Средният ѝ наклон е 70 градуса. Висока е над 1800 m, като дължината на Класическия маршрут (заради лавирането по стената) е близо 4 км. Хлътнала, почти недокосвана от слънчевите лъчи. Характеризира се с изключително тежки метеорологични условия и удивително нестабилно време, постоянни и зачестяващи през годините каменопади, намаляващи ледени полета. Комбинацията от обективни опасности, технически трудности и крайно лоши метеорологични условия превръща всеки опит за изкачване по нея в истинска битка за оцеляване.
Първият опит за изкачването ѝ е започнат на 17 юли 1934 г. от трима саксонци – Вили Бек (Willy Beck), Курт и Георг Льовингер (Kurt und Georg Löwinger), които за два дни достигат 2900 m. След падане, при което Вили Бек увлича Курт и Георг, изкачването е прекратено, като алпинистите са спасени през панорамните прозорци на жп спирката.
През 1935 г. опит за изкачване на северната стена правят Карл Мерингер (Karl Mehringer) и Макс Зедлмайр (Max Sedelmayr). Тръгват на 21 август, но три дни след това лошото време прави проследяването им невъзможно. Три седмици по-късно са видени от самолет, замръзнали на височина около 3300 m; мястото е наречено „Бивакът на смъртта“.
През 1936 г. на северната стена загиват Андреас Хинтерщойсер (Andreas Hinterstoisser), Тони Курц (Toni Kurz), Вили Ангерер (Willy Angerer) и Едуард Райнер (Eduard Rainer), след неуспешен опит за изкачването ѝ, при слизане от Бивака на смъртта и драматични усилия за спасяването им.
През 1937 г. две трети от стената са преодолени от немеца Лудвиг (Вигерл) Фьорг (Ludwig Vörg) и австриеца Матиас Ребич (Mathias Rebitsch); те не успяват да изкачат върха, но се връщат живи от „Бивака на смъртта“.
Първото успешно изкачване по северната стена е на 21−24 юли 1938 г. от немско-австрийска група алпинисти, които започват изкачването си поотделно като две отделни свръзки. Първи тръгват австрийците Хайнрих Харер (Heinrich Harrer) и Фриц Каспарек (Fritz Kasparek), но тъй като Харер е без котки, те се движат бавно. На втория ден, виждайки идващата след тях свръзка, оставят въже като парапет на едно от ключовите места, т.нар. Траверс на Хинтерщойсер. Благодарение на него следващите ги немци Андерл Хекмайр (Anderl Heckmair) и Лудвиг Фьорг (Ludwig Vörg) бързо ги настигат. Двете свръзки обединяват усилията си и помагайки си, водени най-вече от Хекмайр, достигат върха в обща свръзка. Впоследствие хитлеристката пропаганда използва успеха на алпинистите като символ на мощта на нацистка Германия и необходимостта от аншлуса на Австрия.
Първото зимно изкачване е осъществено на 12 март 1961 г. от Тони Кинсхофер (Toni Kinshofer), Андерл Манхардт (Anderl Mannhard), Валтер Алмбергер (Walter Almberger) и Тони Хибелер (Toni Hiebeler). Постижението обаче е спорно, тъй като те не започват изкачването от основата на стената, а от вентилационна шахта на железницата. Всъщност след преодоляване на първата третина и разваляне на времето те се оттеглят през прозорец на тунела, отсядат в хотел и след оправяне на времето просто продължават отново от тунела, което компрометира до голяма степен успеха им.

### История на изкачванията по северната стена
- 1938: Първо изкачване на северната стена − Андерл Хекмайр, Лудвиг Фьорг, Хайнрих Харер и Фриц Каспарек. Върхът е достигнат за три дни.
- 1947: Второ изкачване на северната стена от Лионел Тере (Lionel Terray) и Луи Лашенал (Louis Lachenal).
- 1950: Първо еднодневно изкачване на северната стена − Лео Форщенлехнер (Leo Forstenlechner) и Ерих Вашак (Erich Waschak) за 18 часа.
- 1957: Двама италианци (Клаудио Корти и Стефано Лонги) и двама германци (Франц Майер и Гюнтер Нотдурфт) правят опит за изкачване на северната стена. Нотдурфт се разболява, а Лонги, който страда от тежко измръзване, пада близо до „белия паяк“ и останалите не успяват да го измъкнат. Корти, който е ударен от падащи камъни, става първият човек, спасен от северната стена през върха от германския планински водач Алфред Хелепарт, спуснат отгоре със стоманено въже. Лонги умира от измръзване преди да успеят да го изтеглят. Тялото му е открито на стената чак след две години. Майер и Нотдурфт загиват в лавина при спускането им по западната стена, след като завършват 13-ото в историята изкачване на северната стена. Те оставят ранения Корти на стената с всичките си провизии, включително малка палатка, и опитват да слязат от планината и да повикат спасители.
- 1961: Първо чехословашко изкачване − Радован Кучар и Здено Зибрин.
- 1961: Първо зимно изкачване на северната стена − Тони Кинсхофер (Toni Kinshofer), Андерл Манхардт (Anderl Mannhard), Валтер Алмбергер (Walter Almberger) и Тони Хибелер (Toni Hiebeler).
- 1962: Първо изцяло италианско изкачване на северната стена (Армандо Асте, Пиерлоренцо Акиустапаце, Гилдо Аиролди, Андреа Мелано, Романо Перего и Франко Солина).
- 1962: Първо изцяло британско изкачване на северната стена (Крис Бонингтън и Ян Клуг)
- 1963: Първо солово изкачване на северната стена, 2–3 август − Мишел Дарбели (Michel Darbellay)[7] за около 18 часа, по маршрута на Хекмайр.
- 1963: 15 август: Двама испанци (Ернесто Наваро и Алберто Рабада) загиват в снежна буря.
- 1963: 27–31 декември: Трима швейцарски планински водачи (Paul Etter, Ueli Gantenbein, Sepp Henkel) извършват първото слизане по северната стена, сваляйки телата на Ернесто Наваро и Алберто Рабада от „Белия паяк“.
- 1964: Германката Дейзи Фоог (Daisy Voog) става първата жена, изкачила северната стена, в компанията на Вернер Битнер (Werner Bittner). Направено е от 1 до 3 септември 1964 г. и e 15-ото успешно изкачване на тази стена.
- 1966: март: Диретисима по северната стена − два екипа, тръгнали от различни точки, обединяват усилията си и успяват я да осъществят, но американецът Джон Харлин загива при падане след скъсване на фиксирано въже при финалната атака. Колегите му Dougal Haston, Layton Kor, Jörg Lehne, Gunther Strobel, Robert Votteler, Sigi Hupfauer, Karl Kolikow и Rolf Rozenzopf я наричат „тур Джон Харлин“.[8]
- 1968: 28–31 юли: първо изкачване по северния ръб от полска група − Циелецки, Лакатуш, Шафирски и Зизак.
- 1970: Първо спускане със ски по западната стена от Силвен Содан.
- 1970: Британска група (Лео Дикинсън, Ерик Джоунс, Пит Майнкс и Клиф Филипс) прави първото изцяло филмирано изкачване.
- 1971: Първо белгийско изкачване на северната стена − Ренаат Ван Малдерен и Винсент де Вале.
- 1971: Петер Зигерт и Мартин Бьок стават първите успешно спасени с хеликоптер от северната стена.
- 1973: Първата чисто женска свръзка, която изкачва стената − полякините Стефания Егерсдорф (Stefania Egierszdorff), Данута Гелнер (Danuta Gellner, по-късно Wach) и Ванда Руткевич, 19–22 август, по маршрута на Хибелер – това е второто преминаване по него.
- 1973: Първи български опит за изкачване на северната стена, прекратен поради лошото време (Иван Вълчев и Методи Савов).[9]
- 1974: Райнхолд Меснер и Петер Хабелер изкачват северната стена за 10 часа.
- 1975: Първо българско изкачване на северната стена по класическия маршрут (Иван Вълчев, Методи Савов и Спас Малинов).[10]
- 1977: Първо холандско изкачване на северната стена − Роналд Наар и Бас Греснигт.
- 1978: март: Първо зимно солово изкачване на северната стена – Цунео Хасегава (Tsuneo Hasegawa) от Япония, последван на другия ден от Ивано Джирардини (Ivano Ghirardini).
- 1978: 18 август: Първо българско изкачване по Японската диретисима. Мария Христова става първата българка, изкачила северната стена заедно с Иван Вълчев, Методи Савов и Спас Малинов.[11]
- 1981: 25 август: Солово изкачване на северната стена на швейцареца Ули Бюлер за 8 часа и 30 минути.
- 1983: Първо солово изкачване по северната диретисима (тур Харлин) от словака Павел Почили.
- 1983: 27 юли: Австриецът Томас Будендорфер изкачва северната стена солово, без въже за 4 часа и 50 минути.
- 1984: 21 юли: Словенецът Славко Светичич изкачва северната стена по класическия маршрут за 8 часа.
- 1985: Първо българско зимно изкачване на северната стена − Николай Петков, Иван Масларов, Димитър Начев и Кирил Тафраджийски.[12]
- 1990: 14–15 януари. Първо зимно, при това солово изкачване на тура Харлин – Славко Светичич за 26 часа.
- 1992: Първо зимно солово изкачване на северната стена от жена – Катрин Дестивел (Catherine Destivelle), 17 часа..
- 1997: Бенедето Салароли изкачва северната стена на 72-годишна възраст в рамките на един ден с водачи Ули Бюлер и Коби Райхен.
- 1999: Германската двойка екстремни катерачи Роберт и Даниела Яспер (Robert und Daniela Jasper) минават нов тур: Symphonie de liberté X- / 8a, в стил свободно катерене.
- 2003: 24 март: Италианецът Кристоф Хайнц чупи рекорда на Бубендорфер с 10 минути, изкачвайки северната стена за 4 часа и 40 минути.
- 2006: 15 юли: Около 700 000 кубически метра скали се откъсват от източната стена.[2]
- 2006: 14 юни: Франсоа Бон и Антоан Монтан правят първото speedflying спускане от Айгер.
- 2007: 21 февруари: Швейцарецът Ули Щек (Ueli Steck) чупи рекорда на Кристоф Хайнц, изкачвайки солово северната стена за 3 часа и 54 минути.
- 2008: 28 януари: Швейцарците Роже Шали и Симон Антаматен поставят рекорд за изкачване в свръзка по северната стена (тур Хекмайр) за 6 часа и 50 минути.
- 2008: 13 февруари: Ули Щек чупи собствения си рекорд, изкачвайки северната стена за 2 часа, 47 минути и 33 секунди.[13]
- 2008: 23 февруари: Швейцарците Даниел Арнолд и Стефан Руос подобряват рекорда на Шали и Антаматен, изкачвайки тура на Хекмайр за 6 часа и 10 минути.[14]
- 2008: 7 август: Дийн Потър от САЩ изкачва солово северната стена, след което прави B.A.S.E. скок от върха с ултралек парашут, който носи по време на изкачването.
- 2011: 20 април: Швейцарецът Дани Арнолд извършва солово изкачване за 2 часа и 28 минути, с което подобрява рекорда на Ули Щек. Той обаче използва въжетата, поставени на Траверса на Хинтерстойсер, и извършва изкачването извън официалния зимен сезон.
- 2015: 18 ноември: Ули Щек си връща рекорда за солово изкачване – 2 часа, 22 минути и 50 секунди.
- 2015: Реализиран е най-трудният тур: Odysee X-/8a+, в стил свободно катерене, от германеца Роберт Яспер (Robert Jasper), швейцареца Роже Шели (Roger Schäli) и италианеца Симон Гитл (Simon Gietl).